# Mammola
Mammola är en ort och kommun i storstadsregionen Reggio Calabria, innan 2017 provinsen Reggio Calabria, i regionen Kalabrien i Italien. Kommunen hade 2 732 invånare (2017).